# Función zeta de Selberg
La función zeta de Selberg fue creada por Atle Selberg hacia 1950. Es análoga a la famosa función zeta de Riemann.

{\displaystyle \zeta (s)=\prod _{p\in \mathbb {P} }{\frac {1}{1-p^{-s}}}}

donde {\displaystyle \mathbb {P} } es el conjunto de los números primos. 
La función zeta de Selberg usa las longitudes de geodésicas cerradas en lugar de números primos.

## Propiedades
Para toda superficie hiperbólica de área finita existe una función zeta de Selberg asociada; esta función es una función meromórfica definida en el plano complejo. La función zeta se define a través de las geodésicas cerradas de la superficie.
Los ceros y polos de la función zeta de Selberg, Z(s), pueden ser descritas mediante los datos espectrales de la superficie.
Los ceros se encuentran en los siguientes puntos:
1. Para toda forma de cúspide con autovalor {\displaystyle s_{0}(1-s_{0})} existe un cero en el punto {\displaystyle s_{0}}. El orden del cero es igual a la dimensión del autoespacio correspondiente. (Una forma de cúspide es una autofunción al operador de Laplace-Beltrami que tiene expansión de Fourier con término constante cero.)
2. La función zeta también tiene un cero en cada polo del determinante de la matriz de scattering, {\displaystyle \phi (s)}. El orden del cero es igual al orden del polo correspondiente de la matriz de scattering.

La función zeta también tiene polos en {\displaystyle 1/2-\mathbb {N} }, y puede tener ceros o polos en los puntos {\displaystyle -\mathbb {N} }.

## Función zeta de Selberg para el grupo modular
Para el caso en que la superficie es {\displaystyle \Gamma \backslash \mathbb {H} ^{2}}, donde {\displaystyle \Gamma } es el grupo modular, la función zeta de Selberg es de especial interés. Para este caso en especial la función zeta de Selberg esta íntimamente conectada con la función zeta de Riemann.
En este caso la matriz de scattering está expresada por:

{\displaystyle \varphi (s)=\pi ^{1/2}{\frac {\Gamma (s-1/2)\zeta (2s-1)}{\Gamma (s)\zeta (2s)}}}.

En particular, se ve que si la función zeta de Riemann tiene un cero en {\displaystyle s_{0}}, entonces la matriz de scattering tiene un polo en {\displaystyle s_{0}/2}, y por lo tanto la función zeta de Selberg tiene un cero en {\displaystyle s_{0}/2}.